# كارل بنسون
كارل بنسون (بالإنجليزية: Karl Benson)‏ هو لاعب كرة قاعدة أمريكي، ولد في 1 ديسمبر 1951.